# Crise entre l'Autorité palestinienne et les milices de Cisjordanie
En Cisjordanie occupée par Israël, plusieurs milices palestiniennes locales sont engagées dans un conflit armé avec l'Autorité palestinienne, l'administration autonome qui gouverne les enclaves palestiniennes de la région. Le conflit est né de l'impopularité généralisée de l'Autorité palestinienne parmi les Palestiniens et de la perception commune selon laquelle il s'agit d'un organisme collaborationniste soumis à Israël, la puissance occupante. À son tour, l'autorité palestinienne accuse les militants d’être des « bandits » et des provocateurs d’instabilité. 
Le mécontentement à l’égard de l’Autorité palestinienne, ainsi que de multiples facteurs liés au conflit israélo-palestinien, ont déclenché une propagation massive du militantisme palestinien en Cisjordanie depuis les années 2020. Initialement rares, les affrontements armés entre les forces de sécurité nationale de l'Autorité palestinienne et les milices locales ont commencé à s'intensifier considérablement pendant la guerre en cours à Gaza (2023). En décembre 2024, les combats les plus importants et les plus violents du conflit ont éclaté avec une opération de grande envergure de l'Autorité palestinienne à Jénine. 

## Origines du conflit

### Perte de légitimité de l'Autorité palestinienne
Israël occupe les territoires palestiniens (la Cisjordanie et la bande de Gaza) depuis 1967. Après des décennies de conflit, l'Autorité palestinienne, contrôlée par le Fatah, a été créée en 1994 à la suite des accords d'Oslo entre l'Organisation de libération de la Palestine (OLP) et Israël. En vertu de ces accords, l’Autorité palestinienne a été autorisée à exercer un contrôle civil partiel sur les enclaves palestiniennes de Cisjordanie et sur la bande de Gaza.  
La seconde Intifada de 2000-2005 a vu les forces de sécurité de l’Autorité palestinienne s’engager directement dans des combats contre les Forces de défense israéliennes (FDI). Cependant, après l'arrivée au pouvoir de Mahmoud Abbas en tant que président de l'Autorité palestinienne en 2005, l'AP a évolué vers l'autoritarisme et est devenue un sous-traitant effectif de l'occupation israélienne, et ses forces de sécurité ont été restructurées sous la formation des États-Unis dirigée par le général Keith Dayton. 
L'administration de l'Autorité palestinienne sur la bande de Gaza a pris fin en 2007 à la suite de la bataille de Gaza, qui s'est terminée par le contrôle de la bande de Gaza par le Hamas et la mise en place d'un gouvernement séparé. La même année, Abbas a signé un décret interdisant toutes les milices ;   les Brigades des martyrs d'Al-Aqsa, la branche armée du Fatah, sont devenues effectivement indépendantes, mais continuent d'être politiquement alignées sur le Fatah malgré son rejet par la direction du parti.   
Comparé à la deuxième Intifada, moins de violence militante a eu lieu au cours des années suivantes.

### Montée du militantisme en 2021-2022
En 2022, une « prolifération » importante de nouveaux groupes armés en Cisjordanie a été observée. Cette propagation du militantisme a été attribuée à divers facteurs :
- Les expulsions de Sheikh Jarrah à Jérusalem-Est en 2021 et la crise israélo-palestinienne de 2021, ainsi que la colère populaire face à l'inaction de l'Autorité palestinienne lors de ces événements[15].
- Le début de l'opération israélienne « Briser la vague » en mars 2022, impliquant plus de 2 000 raids de Tsahal en Cisjordanie et tuant plus de 200 personnes[16].
- Violence accrue des colons israéliens[17].
- Les élections israéliennes de novembre 2022, qui ont ramené Benjamin Netanyahu au pouvoir en tant que Premier ministre d'Israël et à la tête d'un gouvernement d'extrême droite (décrit comme le plus à droite de l'histoire israélienne[18]), qui a supervisé une escalade des raids en Cisjordanie[19].
- Le mécontentement persistant des masses face à la faiblesse générale et à la complicité de l'Autorité palestinienne dans l'occupation israélienne[20].

Entre 2021 et 2022, plusieurs nouvelles milices palestiniennes ont été formées en Cisjordanie, notamment les Brigades de Jénine, la Brigade de Tulkarem, la Brigade de Naplouse, la Brigade de Tubas et la Fosse aux lions. À la fin de 2022, les milices palestiniennes, dont beaucoup opéraient au moins nominalement sous l'égide du Jihad islamique palestinien (JIP), avaient une forte présence en Cisjordanie et exerçaient un contrôle de facto sur le camp de réfugiés de Jénine, le camp de réfugiés de Tulkarem et le camp de réfugiés de Naplouse.

## Chronologie

### 2022
Le 7 janvier 2022, les premiers affrontements armés documentés entre des militants et les forces de l'Autorité palestinienne ont eu lieu à Jénine et dans le camp de réfugiés de Balata, au milieu des protestations des militants contre l'AP. Ces manifestations ont été déclenchées par l’arrestation violente d’Ahmed Zubeidi, fils de Zakari Zubeidi, par des policiers à Jénine. Un commandant de milice locale a déclaré en réponse aux événements que ses hommes « ne resteraient pas silencieux » si les forces de l'AP continuaient à cibler le camp de réfugiés. 
Le 19 septembre 2022, des militants et des forces de sécurité se sont affrontés à Naplouse après que les forces de sécurité ont arrêté Musab Shtayyeh, un membre du Hamas. Après plus de 24 heures de combats, les deux parties ont convenu d'un cessez-le-feu, l'Autorité palestinienne déclarant qu'elle ne poursuivrait pas Shtayyeh. 

### 2023
À la suite d'un raid de Tsahal à Jénine du 3 au 4 juillet 2023, les forces de sécurité de l'AP ont lancé une répression contre le PIJ dans la ville dans les jours suivants, arrêtant plusieurs militants,. Le 16 juillet 2023, les forces de sécurité ont lancé un raid dans la ville de Jaba', au sud de Jénine, contre les militants du PIJ. Les Brigades Al-Qods ont publié une déclaration condamnant les actions de l'Autorité palestinienne, et les Brigades de Jénine ont appelé à des manifestations de masse.
Le 1er août 2023, les forces de sécurité ont arrêté deux hommes armés à Jaba', provoquant une attaque de la part des militants ont contre le siège du gouvernorat de Jénine et se sont affrontés avec les forces de sécurité ; les affrontements se sont étendus au camp de réfugiés de Jénine, où les forces de sécurité ont échangé des tirs avec des militants et ont pris d'assaut un hôpital local. Alors que les affrontements se déroulaient, les mosquées locales ont appelé l'Autorité palestinienne par haut-parleurs à libérer les militants détenus. Le 30 août 2023, des affrontements ont éclaté entre militants et forces de sécurité à Tulkarem après que les forces de sécurité ont tenté de retirer les barricades placées par les combattants pour entraver les raids de Tsahal. 

### 2024
Début janvier 2024, les forces de Jénine ont affirmé que les forces de sécurité de l’AP avaient assassiné deux militants. 
En février, les forces militantes de Tubas ont été déployées pour faire face à un raid militaire de Tsahal, mais ont elles-mêmes été confrontées et repoussées par les forces de sécurité de l'Autorité palestinienne. 
Le 2 mars 2024, les forces de sécurité ont tenté d'arrêter un militant dans le camp de réfugiés de Jénine, qui avait réussi à s'échapper ; cela a été suivi de plusieurs heures d'affrontements entre les forces de sécurité et les militants dans le camp. Le 30 mars suivant, des affrontements ont éclaté entre les forces de sécurité de l'AP et des militants dans le camp de Nour Shams, les militants ciblant le siège du gouvernorat de Tulkarem pendant les combats ; un militant a été abattu et est décédé plus tard des suites de ses blessures le 2 avril.  
Le 2 mai, les forces de sécurité ont tué un militant du PIJ affilié à la brigade de Tulkarem et à la brigade Nur Shams à Tulkarem. 
Une escalade majeure dans le conflit entre l’Autorité palestinienne et les milices s’est produite fin juillet 2024. Des manifestants et des militants ont affronté les forces de sécurité à Tulkarem, Jénine, Bethléem, Tubas et Naplouse. Les deux camps s'accusent mutuellement de vouloir déclencher une guerre civile.  
Le 15 août 2024, les forces de sécurité de Jénine ont fait exploser un explosif placé par le Hamas avant qu'il ne puisse être utilisé contre les forces israéliennes. Suite à cela, le Hamas a publié une déclaration condamnant l'Autorité palestinienne et affirmant qu'elle ciblait constamment les militants, confisquait des armes, démantelait des explosifs et interférait avec les embuscades lors des incursions israéliennes. Le 27 août 2024, les forces de sécurité ont arrêté un militant à Naplouse. 
Le 9 septembre 2024, de nouveaux combats ont éclaté entre les militants et les forces de sécurité dans le camp de réfugiés de Jénine après que ces dernières ont démantelé un explosif près de l'entrée du camp,. Le 17 septembre, des affrontements ont eu lieu après l'arrestation d'un militant par les forces de sécurité à Jénine. Les forces de sécurité ont également démantelé des explosifs à Kafr Dan, près de Jénine, et ont attaqué des civils locaux venus protester contre leurs actions. Le 23 septembre 2024, les forces de sécurité ont arrêté trois militants dans le camp de Nur Shams, ce qui a donné lieu à des échanges de coups de feu. Le 30 septembre, les forces de sécurité ont poursuivi et tiré sur des militants à Tubas, ce qui a provoqué des affrontements entre les deux camps,,,.
Le 1er octobre 2024, les forces de sécurité de Naplouse ont tiré sur un militant du Hamas et l'ont poursuivi sans succès. Ce dernier fut tué quelques heures plus tard par l'armée israélienne lors d'un de ses raids dans la ville. À partir du 8 octobre, l'Autorité palestinienne a lancé une opération contre la brigade Tubas qui a duré tout le mois. Le 11 octobre, des combats ont été signalés entre les forces de sécurité et des militants à Silat Al-Harithiya, à l'ouest de Jénine ; les combattants ont également visé le siège de l'AP à Jénine avec des coups de feu. 
Le 4 novembre 2024, les forces de sécurité de l'AP ont découvert et saisi une roquette dans le village de Budrus, près de Ramallah, pointée en direction d'Israël, et devraient la remettre à Tsahal.   Le 5 novembre, les forces de sécurité de Tubas ont saisi et fait exploser un explosif placé par des militants pour cibler les soldats de Tsahal qui effectuaient un raid. Le 27 novembre, un militant a poignardé deux agents de sécurité de l'Autorité palestinienne à Hébron,.
Le 3 décembre 2024, les forces de sécurité de l'AP ont ouvert le feu sur un groupe de militants à Tulkarem. Le 5 décembre, les forces de sécurité de l'AP ont lancé une opération contre les Brigades de Jénine, qui a marqué la confrontation la plus importante et la plus violente que l'AP ait eue avec les militants de Cisjordanie,  les analystes la qualifiant de « combat interpalestinien le plus féroce » depuis la bataille de Gaza en 2007. Des affrontements entre militants et forces de sécurité en réponse aux événements de Jénine ont également été signalés à Naplouse et à Tulkarem le 10 décembre 2024, et à Tammoun, au sud de Tubas, le 24 décembre 2024. 

### 2025
Le 7 janvier 2025, trois militants, dont un fondateur de la brigade de Tulkarem, ont été blessés après que les forces de l'AP ont ouvert le feu sur leur véhicule à Attil, au nord de Tulkarem. Une attaque similaire de l'AP contre des militants à Tulkarem s'est produite à nouveau le 12 janvier. Les forces de l'AP ont suspendu leur opération à Jénine lorsque Tsahal est entré dans la ville et a lancé son propre raid le 21 janvier,,,. Nonobstant, le lendemain, les forces de l'AP ont repris leurs attaques à Jénine, combattant aux côtés de l'armée israélienne pour la première fois. À Yabad, à l'ouest de Jénine, le 24 janvier, les forces de l'AP ont arrêté et battu un certain nombre de militants ; elles ont également rejoint l'armée israélienne dans des raids mineurs à Ramallah, Tulkarem, Hébron et Qalqilya. 
Le 10 mars 2025, les forces de l'Autorité palestinienne ont tué Abdul Rahman Abu Al-Muna, un militant éminent des Brigades de Jénine. 

## Analyses

### Tactiques de l'Autorité palestinienne
La coordination sécuritaire entre Israël et l'Autorité palestinienne se reflète visiblement dans la politique dite de la « porte tournante », dans laquelle les militants et les activistes arrêtés par les forces de sécurité de l'AP sont « libérés » pour être ensuite arrêtés par les autorités israéliennes, et vice versa. La politique de la « porte tournante » met en évidence les intérêts communs de l’Autorité palestinienne et d’Israël dans la répression des milices qui nuisent aux deux autorités. 
L’Autorité palestinienne a également cherché à associer les militants à la criminalité, les responsables lançant des accusations infondées et calomnieuses selon lesquelles de nombreux militants seraient issus de milieux criminels, et envoyant même des imitateurs de militants pour extorquer de l’argent aux entreprises afin de ternir leur réputation. 

### Attitudes des militants
Tout en condamnant généralement les attaques des forces de sécurité dans leurs déclarations publiques, les milices ont également tenté à plusieurs reprises de se présenter comme désireuses d'éviter la confrontation avec l'Autorité palestinienne au nom de l'unité palestinienne, malgré la réalité du conflit, et de se concentrer uniquement sur Israël. Le Hamas a également déclaré que les forces de sécurité de l’AP sont censées défendre le peuple palestinien contre l’armée israélienne et doivent commencer à le faire,.  